# Řád Karla Velikého
Řád Karla Velikého (katalánsky: Orde de Carlemany) je státní vyznamenání Andorrského knížectví. Založen byl roku 2007 a udělen může být občanům Andorry i cizím státním příslušníkům za zásluhy o Andorru či lidstvo obecně.

## Historie a pravidla udílení
Řád byl založen ministrem kultury Juliem Minovesem Triquellem dne 7. prosince 2007. Pojmenován byl na počest franského krále a prvního středověkého římského císaře Karla Velikého, který je také národním symbolem Andorry. Karel Veliký integroval Andorru do Karolínské říše. Řád je udílen za veřejně prospěšnou práci a za mimořádné služby státu. Udílen je občanům Andorry i cizím státním příslušníkům. Zákonem č. 12/2022 ze dne 12. května 2022 bylo vytvořeno nové vyznamenání, Kříž sedmi zbraní, které se stalo nejvyšším vyznamenáním. Od té doby Řád Karla Velikého v hierarchii andorrských řádů zaujímá druhé místo. Nové řádové regule byly přijaty vládním kabinetem 22. května 2024.
Řád Karla Velikého se svým založením stal prvním andorrským vyznamenáním udíleným za služby ve prospěch státu. Udílen je za význačné zásluhy v různých oblastech lidské činnosti ve prospěch Andorry či lidstva obecně či za zásluhy vykonané při službě Andoře. Udělen může být občanům Andorry i cizím státním příslušníkům, fyzickým i právnickým osobám. Udělen může být i posmrtně.
Předsedou Rady Řádu Karla Velikého je úřadující předseda vlády, který tento řád obdrží automaticky během prvního zasedání, které následuje po jeho inauguraci. Předseda rady mimo jiné udílí řád ve všech jeho třídách či jmenuje členy rady. Generálním tajemníkem Rady Řádu Karla Velikého je úřadující ministr zahraničních věcí, kterému také automaticky náleží toto vyznamenání ve třídě velkokříže.
Návrhy na udělení Řádu Karla Velikého přijímá a zpracovává Národní kancelář. Předseda Rady Řádu Karla Velikého svolává nejméně jednou ročně slavnostní udílení tohoto řádu. Oceněným jsou vždy předávány tzv. miniatury. Zbytek souboru fyzických vyznamenání je oceněným předávám podle uvážení Rady Řádu Karla Velikého. I vyznamenání udílená cizincům mají být primárně udílena v Andoře, pouze ve výjimečných případech mohou být předána i na diplomatických zastoupeních Andorry v zahraničí.
Osoby vyznamenané tímto řádem mají právo nosit insignie odpovídající udělené třídě v souladu se stanovenými společenskými a protokolárními normami. Vyznamenaní mají povinnost za všech okolností bránit prestiž Andorry a také jejich chování má být příkladné a čestné, a to na veřejnosti i v soukromí. V případě prokázání nečestného chování může být udělené vyznamenání odejmuto.

## Insignie
Řádový odznak má tvar kříže o rozměrech 60 x 90 mm pokrytého bílým a modrým smaltem. Uprostřed je medailon se zlatou podobiznou Karla Velikého. Ten má na hlavě korunu a v rukou drží meč a královské jablko. Podobizna je obklopena horami. Medailon je lemován nápisem ORDO CAROLI MAGNI ANDORRAE.
Řádová hvězda ve třídě velkokříže má tvar pozlaceného stříbrného štítu s osmi hroty střídajících se ve fasetách a paprscích o průměru 80 mm. V jeho středu je zlatý medailon o průměru 35 mm. V medailonu je podobizna Karla Velikého, který má na hlavě korunu. V rukou drží meč a královské jablko. Podobizna je obklobena horami. Okolo medailonu je nápis ORDO CAROLI MAGNI ANDORRAE. V případě třídy komtura je štít pouze stříbrný bez zlacení. Třídě kříže štít již nenáleží.
Miniatura o rozměrech 20 x 26 mm je reprodukcí řádového odznaku. Miniatura je zavěšena na stuze o šířce 12 mm.
Stuha z hedvábného moaré má nebesky modrou barvu. V případě pánů je stuha široká 100 mm a v případě dam 50 mm.

### Do roku 2024
Řádový odznak měl tvar bíle smaltovaného kříže. Uprostřed byl kulatý medailon s portrétem Karla Velikého. Medailon byl lemovaný zeleně smaltovaným kruhem. Ke stuze byl odznak připojen pomocí přechodového prvku ve tvaru státního znaku Andorry. Při udělení vyznamenání institucím či organizacím byl odznak nahrazen pamětní plaketou.
Stuha byla červená.

## Třídy
Řád je od roku 2024 udílen ve třech řádných třídách:
- velkokříž
- komtur
- kříž

- velkokříž
- komtur
- medaile

V letech 2007 až 2024 byl řád udílen ve čtyřech řádných třídách.

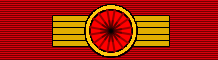
řetěz

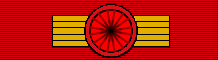
velkokříž
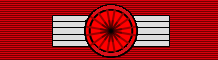
komtur
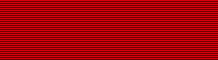
medaile
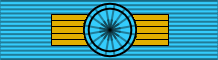
velkokříž
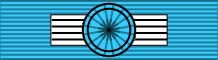
komtur
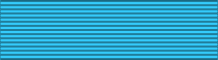
medaile

- řetěz
- velkokříž
- komtur
- medaile

## Nositelé a nominovaní
V květnu 2008 byl řád udělen španělskému spisovateli, filozofovi a ekonomovi José Luisi Sampedrovi, který se tak stal prvním držitelem tohoto vyznamenání. Od založení řádu byl až do roku 2024 jediným jeho nositelem a od Sampedrovi smrti v roce 2013 neměl tento řád po více než deset let žádné žijící dámy či rytíře.
Druhým nositelem řádu se měl stát architekt Frank Gehry za svůj projekt Národního archivu. Ovšem kvůli problémům kolem tohoto projektu byly vztahy mezi Gehrym a andorrskou vládou napjaté a nakonec byl celý projekt pozastaven, načež architekt andorrské vyznamenání odmítl.
V roce 2024 získali z pozice svého úřadu Řád Karla Velikého ve třídě velkokříže tři osoby. Byli jimi andorrský soudce a politik Xavier Espot Zamora, andorrský politik Carles Ensenyat Reig a andorrská profesorka a diplomatka Imma Tor Faus.